# Royal Anthropological Institute of Great Britain and Ireland
Das Royal Anthropological Institute of Great Britain and Ireland („Königliches anthropologisches Institut von Großbritannien und Irland“), kurz: RAI, ist die älteste anthropologische Gesellschaft der Welt, gegründet 1871.

## Fellowship
Die Mitglieder des Instituts sind direkte Nachfolger der Gründungsmitglieder der Ethnological Society of London (Londoner Ethnologischen Gesellschaft), die im Februar 1843 eine Absplitterungsgruppe der Aborigines’ Protection Society bildete, welche 1837 nach der Quäker-Kampagne im frühen 19. Jahrhundert gegen den afrikanischen Sklavenhandel gegründet worden war.
Die neue Gesellschaft sollte „a centre and depository for the collection and systematization of all observations made on human races“ sein. Fast von Beginn an waren sich die Mitglieder über rassistische Fragen uneins, und zwischen 1863 und 1870 gab es zwei Organisationen, die Ethnological Society (Ethnologische Gesellschaft) und die Anthropological Society (Anthropologische Gesellschaft). Das Anthropological Institute of Great Britain and Ireland (1871) war das Resultat einer Zusammenlegung dieser beiden rivalisierenden Körperschaften. Die Erlaubnis für das Hinzufügen des Wortes royal (königlich) wurde 1907 erteilt.
Die Teilelemente in dem Interessengebiet des Instituts haben ihre eigene Organisation gegründet, aber das Institut schuf ein Forum für “anthropology as a whole”, es umfasst Sozialanthropologie, Biologische Anthropologie und das Studium der materiellen Kultur.
Die Mitglieder sollten eine akademische oder berufliche Tätigkeit innerhalb der Sozialwissenschaften aufweisen, auch Amateure sind willkommen. Die Mitglieder (Fellows) werden durch den Council (Rat) des RAI gewählt.
Fellows können die Postnominale 'FRAI' verwenden.

## Publikationen
Die erste Ausgabe der von dem Institut herausgegebenen Notes and Queries on Anthropology erschien 1874 mit dem Untertitel For the use of travellers and residents in uncivilized lands. 
Weitere Ausgaben erschienen 
1892,
1899,
1912,
1929 
und zuletzt 1951.